# Gérard Oury
Gérard Oury, född 29 april 1919 i Paris, död 6 juli 2006 i Saint-Tropez, Provence-Alpes-Côte d'Azur, var en fransk skådespelare och filmregissör.

## Roller i urval
- 1951 – Ensam flicka i Paris
- 1953 – Smugglarskeppet
- 1955 – Den åtrådda
- 1958 – En kvinnas ansikte (även manus)
- 1963 – Jagad av agenter

## Regi i urval
- 1962 – Synden straffar sig själv
- 1965 – Den vilda jakten på Cadillacen (även manus)
- 1966 – Den stora kalabaliken (även manus)
- 1973 – Fan ta' bofinken (även manus)
- 1978 – Nu sticker vi (även manus)